# Leitsberghaus
Das Leitsberghaus ist eine Schutzhütte der Sektion Mittelfranken des Deutschen Alpenvereins (DAV). Sie liegt auf der Fränkischen Alb in Deutschland. Es handelt sich um eine Selbstversorgerhütte ohne Bewirtschaftung.

## Geschichte
Die Sektion Mittelfranken wurde 1902 in Nürnberg als Sektion Mittelfranken des Deutschen und Österreichischen Alpenvereins gegründet. Das 1958 eingeweihte Leitsberghaus wurde am 23. Mai 1978 vom Touren- und Wintersportclub „Die Klammspitzler“ übernommen und notariell beglaubigt. Das Haus galt als Ersatz für die verkaufte Bergsteigerunterkunft in Rinnen (erworben 1924, verkauft 1977), nachdem diese nicht mehr zu halten war. Die Sektion unterhält insgesamt zwei Selbstversorger-Hütten in der Fränkischen Schweiz.

## Lage
Die Mittelfrankenhütte liegt auf einer Höhe von 500 m ü. NHN in der Fränkischen Schweiz, nahe Thuisbrunn, der am nächsten gelegene größere Ort ist Egloffstein.

## Zustieg
- Die Hütte ist über einen angelegten Flurbereinigungsweg von Thuisbrunn zu erreichen. Es existiert ein Parkplatz vor der Hütte.[4]

## Nachbarhütten
- Ossi-Bühler-Hütte der Alpenvereinssektion Nürnberg[5]

## Tourenmöglichkeiten
- Die beliebtesten Touren rund um Egloffstein[6]

## Klettermöglichkeiten
- Egloffsteiner Weg
- Egloffsteiner Felsentor
- Egloffsteiner Gemsenwand
- Kleine Egloffsteiner Wand
- Wilhelmsfels - Egloffsteiner Wand[7]

## Karten
- Fritsch Karten:
  - Nr. 65, Naturpark Fränkische Schweiz. ISBN 3-86116-065-X
  - Nr. 53, Blatt Süd, Veldensteiner Forst, Hersbrucker Alb. ISBN 3-86116-053-6
  - Nr. 72, Hersbrucker Alb in der Frankenalb, Pegnitz- und Hirschbachtal. ISBN 3-86116-072-2.